# Низовка (Нижегородская область)
Низовка — село в Спасском районе Нижегородской области на реке Урга. Входит в состав Вазьянского сельсовета.

## История
Деревянная приходская Никольская церковь в селе Низовка впервые построена была в XVII веке, перестроена в 1714 году.
В 1760 году село было выкуплено известным уральским заводчиком П. А. Демидовым. Спустя 20 лет было продано А. Н. Зубову — отцу Платона Зубова.
В 1823 году было начато строительство каменной церкви во имя Михаила Архангела с приделами святых Фрола и Лавра и Святителя и Чудотворца Николая по архитектурному типу «корабль», а деревянная Никольская церковь в 1829 году была перевезена в село Спасское. Закрыта в 1930-е годы. Рядом с храмом имеются сохранившиеся надгробия за оградой.